# Distrikt Nyarugenge
Der Distrikt Nyarugenge (Kinyarwanda Akarere ka Nyarugenge) ist einer von drei Distrikten in der Hauptstadtprovinz Kigali von Ruanda.

## Geographie
Der Distrikt hat eine Gesamtfläche von 134 km² und unterteilt sich in 10 Sektoren, 47 Sektoren und 350 Ortschaften. Die 10 Sektoren sind Gitega, Kanyinya, Kigali, Kimisagara, Mageragere, Muhima, Nyakabanda, Nyamirambo, Nyarugenge und Rwezamenyo. Nachbardistrikte sind Rulindo im Norden, Gasabo im Nordosten, Kicukiro im Osten, Bugesera im Süden und Kamonyi im Westen.
Im Distrikt befindet sich der Mont Kigali, dem die Hauptstadt ihren Namen verdankt.

## Bevölkerung

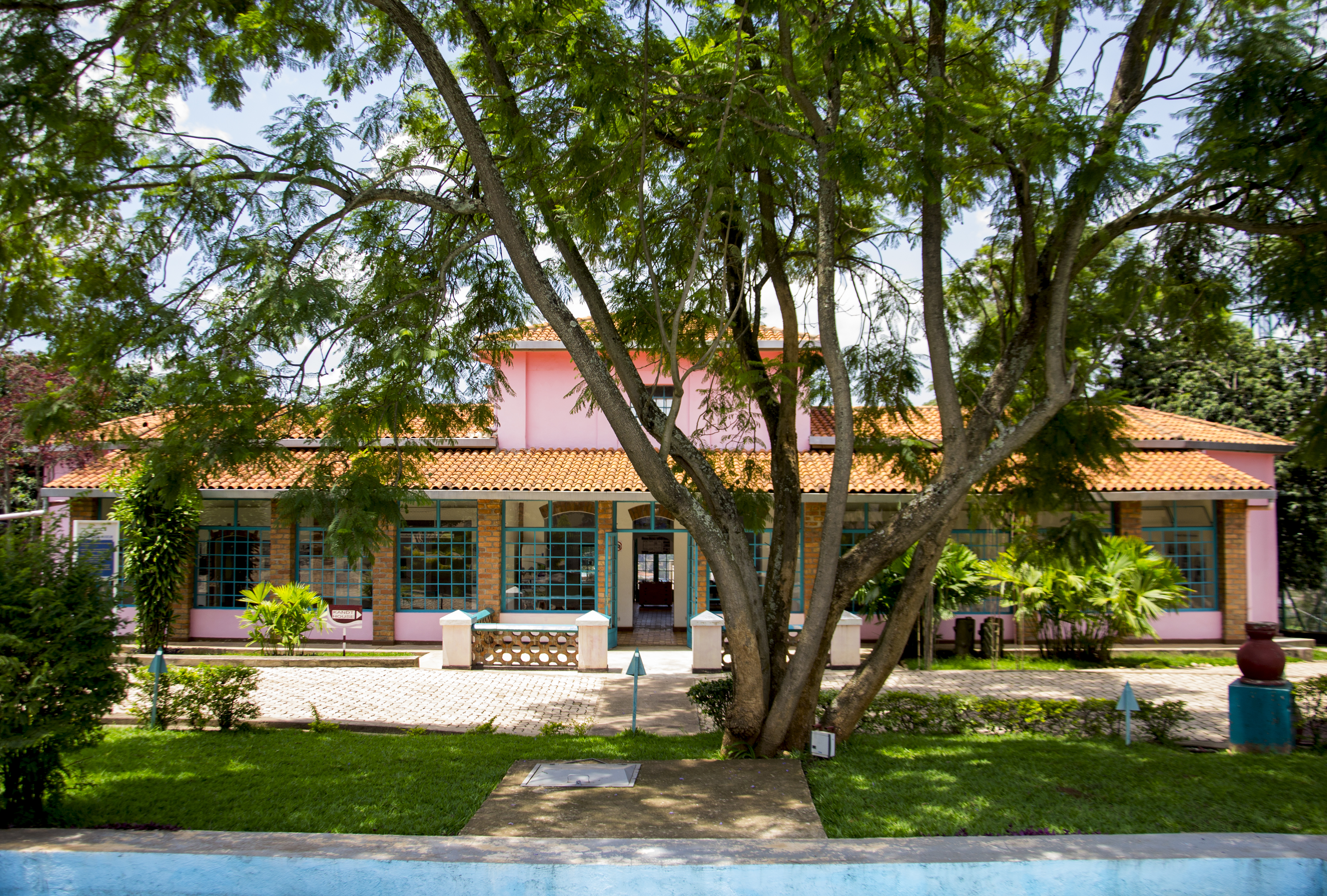
Das Gebäude des Kandt-Haus-Museums stammt aus dem Jahr 1908.

Stand 2022 betrug die Einwohnerzahl 374.319. Der Bevölkerungstrend ist zunehmend.
|          |            | Fläche [km²] | 2002    | 2012    | 2022    |
| -------- | ---------- | ------------ | ------- | ------- | ------- |
| Distrikt | Nyarugenge | 133,9        | 236.990 | 284.561 | 374.319 |
| Sektor   | Gitega     | 1,174        |         | 28.728  | 26.668  |
| Sektor   | Kanyinya   | 24,17        |         | 21.859  | 31.026  |
| Sektor   | Kigali     | 29,38        |         | 30.023  | 61.499  |
| Sektor   | Kimisagara | 3,313        |         | 46.753  | 56.534  |
| Sektor   | Mageragere | 54,65        |         | 23.407  | 59.747  |
| Sektor   | Muhima     | 2,944        |         | 29.768  | 22.531  |
| Sektor   | Nyakabanda | 2,424        |         | 25.666  | 29.580  |
| Sektor   | Nyamirambo | 8,746        |         | 40.292  | 55.315  |
| Sektor   | Nyarugenge | 4,627        |         | 21.302  | 16.665  |
| Sektor   | Rwezamenyo | 1,027        |         | 16.763  | 14.754  |

## Kultur

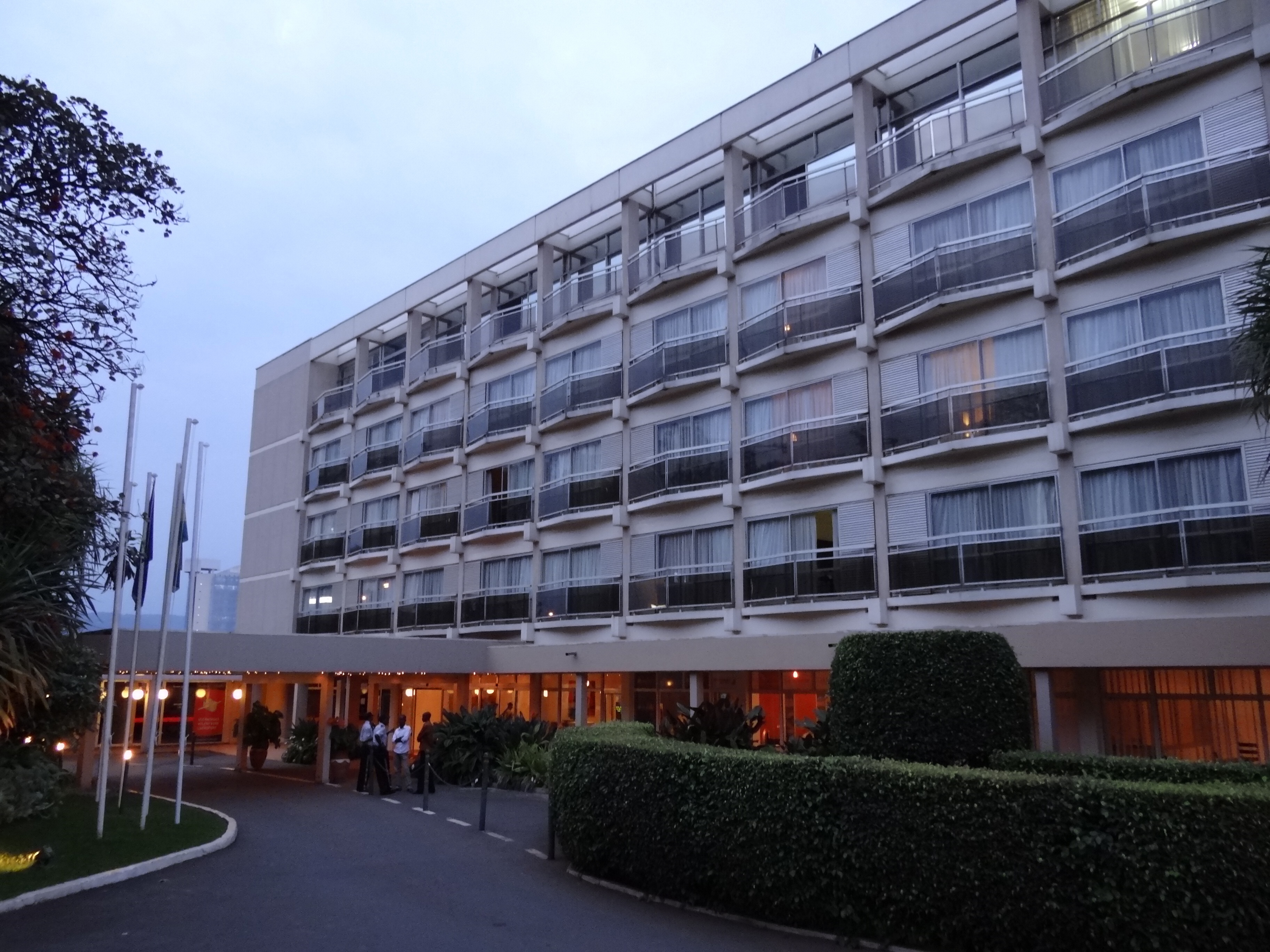
Fassade des Hôtel des Mille Collines

Im Distrikt befindet sich im Sektor Gitega das Kandt-Haus-Museum. Das Gebäude stammt aus dem Jahr 1908. Ein Jahr zuvor hatte der deutsche Kolonialadministrator Richard Kandt damals noch unter dem Namen Nyarugenge Kigali zu seiner Residenz und der Kolonialhauptstadt Ruandas ausgewählt. Das 2017 zum 150. Geburtstag Kandts renovierte Museum zeigt die Geschichte Ruandas vor und während der deutschen Kolonialisierung. Im Außenbereich befindet sich zudem ein Reptilienhaus. Ein bekanntes Gebäude im Distrikt ist darüber hinaus das Hôtel des Mille Collines, das während des Völkermords in Ruanda im Jahr 1994 mehr als 1200 Menschen Zuflucht bot. In Nyamirambo befindet sich das Kigali Pelé Stadium, in dem Fußballspiele der Rwanda Premier League ausgetragen werden.

## Behörden
Der Distrikt Nyarugenge ist unter anderem Sitz der folgenden Behörden:
- Umweltministerium
- Rwanda Meteorology Agency, meteorologischer Dienst
- National Institute of Statistics of Rwanda, nationale Statistikbehörde

## Verkehr
Durch den Norden des Distrikts Nyarugenge verläuft in Ost-West-Richtung auf der Südseite des Nyabugogo die Nationalstraße 1. Von dieser zweigen die Nationalstraßen 2 und 3 nach Nordwesten beziehungsweise Nordosten ab.